# Albert Semsrott
Albert Heinrich Ludwig Semsrott (* 16. März 1869 in Lesum bei Bremen; † 6. Mai 1936 ebenda) war ein deutscher Kapitän und Schriftsteller.

## Leben
Semsrott entstammte einer Kaufmannsfamilie. Nachdem er mit fünfzehn Jahren die Schule abgebrochen hatte, fuhr er als Matrose auf Schiffen der Handelsmarine. Während des Ersten Weltkriegs war er Steuermann an Bord des Hilfskreuzers Möve, später stieg er bis zum Kapitän auf.
Semsrott veröffentlichte 1928 zwei Bücher über seine Kaperfahrten mit der Möve, die mit Auflagen von über 50.000 Exemplaren zu den erfolgreichsten Kriegsbüchern der Weimarer Republik gehörten. In den Dreißigerjahren erschienen drei Romane, in denen Semsrott seine Zeit als Schiffsjunge schilderte. Während die beiden Kriegsbücher wegen ihrer militaristischen Tendenz 1946 in der Sowjetischen Besatzungszone in die Liste der auszusondernden Literatur aufgenommen wurden, erfuhren die Erlebnisberichte aus Semsrotts Jugend in Westdeutschland bis in die 1950er Jahre Neuauflagen als Jugendbuch.

## Werke
- Der Durchbruch der Möwe, Stuttgart 1928
- Das Kaperschiff Möwe, Stuttgart 1928
- Hein Spuchtfink auf großer Fahrt, Stuttgart 1934
- Hein Spuchtfink, der Bremer Schiffsjunge, Stuttgart 1934
- Spuchtfink segelt um die Welt, Stuttgart 1936
- Das Buch von der Möwe, Stuttgart 1940